# 줄무늬밖 겉질
줄무늬밖 겉질 (extrastriate cortex) 또는 선조외 피질은 일차 시각 피질 옆에 위치한 포유류 뇌의 후두 피질 영역이다. 일차 시각 피질(V1)은 현미경으로 보면 줄무늬 모양으로 보이기 때문에 줄무늬 겉질(striate cortex, 선조 피질)이라고도 한다. 줄무늬 외 피질은 동작에 민감한 V3, V4, V5/MT(middle temporal visual area) 또는 인체 인식에 사용되는 줄무늬밖 몸 영역(extrastriate body area, EBA)을 포함한 여러 기능 영역을 포함한다.

## 해부학
브로드만 영역의 관점에서 보면, 줄무늬밖 피질은 브로드만 영역 18과 브로드만 영역 19로 구성되고, 줄무늬 겉질(striate cortex, 선조 피질)은 브로드만 영역 17로 구성된다.
영장류의 경우 선조외 피질(extrastriate cortex)에는 시각 영역 V3, 시각 영역 V4 및 시각 영역 MT(때때로 V5라고도 함)가 포함되며, V1은 줄무늬 겉질(striate corte)에 해당하고 V2는 줄무늬전 겉질(prestriate cortex)에 해당한다.

## 같이 보기
- 인간 두뇌의 영역 목록